# آیه تطهیر
آیه تطهیر، بخش دوم از آیه ۳۳ سوره احزاب (سی و سومین سوره قرآن) است که به موضوع اهل بیت محمد پیامبر اسلام اشاره دارد و آنان را از هرگونه پلیدی، مصون می‌داند.
آیه ۳۳ سوره احزاب از دو بخش تشکیل شده است که بخش آغازین آن در ادامه آیات پیشین، دربارهٔ شرح برخی از وظایف همسران پیامبر اسلام است. در این فراز، زنان پیامبر به ماندن در خانه و عدم خودنمایی و همین‌طور پیروی از خدا و پیامبرش توصیه شده‌اند. در فراز دوم آیه که از واژه «انما» شروع می‌شود و با عبارت «تطهیرا» تمام می‌شود؛ اهل بیت پیامبر از پلیدی‌ها مصون شمرده شده و از اراده خداوند به جهت این مصونیت یاد شده است.
مفسران شیعه بخش دوم آیه ۳۳ سوره احزاب را با بخش نخست آن متفاوت و جدا گزارش کرده‌اند و برای این جدایی دلایلی چون تغییر لحن آیه تطهیر که تا پیش از آن به صورت عتاب‌آمیز و خطاب به زنان محمد به همراه ضمیرهای مؤنث بوده، به لحنی کرامت‌بخش با ضمیرهای مذکر و خطاب به اهل بیت پیامبر و معترضه بودن بخش دوم نسبت به آیات پیشین و پسین و همین‌طور وجود روایات متواتر، را متذکر شده‌اند. در میان مفسران سنی مذهب، جدا بودن دو بخش آیه ۳۳ احزاب محل اختلاف است.
از جمله اختلافات گزارش‌شده در تفاسیر شیعه و سنی، در خصوص این آیه، شأن نزول آیه تطهیر است. بر این اساس اکثر تفاسیر اهل سنت و همه تفاسیر شیعی، شأن نزول آیه را اهل بیت پیامبر شامل فاطمه زهرا، علی بن ابی‌طالب، حسن و حسین بن علی می‌دانند. در برخی از تفاسیر اهل سنت همچون تفسیر طبری روایتی از عکرمه، مقاتل، عروه و ابن‌عباس گزارش شده است که بر بنیاد آنها، شأن نزول آیه، زنان پیامبر است. با این وجود، از میان مفسران اهل سنت، افرادی چون ثعلبی، طبری، زمخشری، فخر رازی، ابن حجر عسقلانی، ابن صباغ مالکی، حاکم نیشابوری، سیوطی و شوکانی، شأن نزول آیه تطهیر را پنج تن آل عبا دانسته‌اند.
دیگر اختلاف در تفسیر آیه تطهیر، در زمینه تفسیر است. یکی از این اختلافات، مفهوم عبارت «رجس» است. این واژه به معنای پلیدی گزارش شده است؛ اما منابع تفسیری معانی گوناگونی همچون اعمال شیطانی، عمل سوء، شیطان، کفر و نجاست را به عنوان معنای این کلمه به کار برده‌اند. اهل سنت از میان این معانی بیشتر به معنای کفر تأکید داشته و در مقابل، شیعیان آن را به معنای ارتباط با دنیای ناپاک توصیف کرده‌اند.
مجادله کلامی بر سر این آیه از اهمیت بالایی برخوردار بوده است. چرا که شیعیان همواره با استناد به بخش دوم آیه ۳۳ احزاب، به عصمت امامان خود استدلال می‌کنند اما اهل سنت این بخش از آیه را با توجه به بخش‌های پیشین در شأن همسران پیامبر می‌دانند. به باور شیعیان، بهترین ادله اثبات عصمت برای امامان شیعه و اهل بیت محمد، آیه تطهیر است.

## نام‌گذاری
به بخش دوم آیه ۳۳ سوره احزاب، آیه تطهیر گفته می‌شود. تطهیر در لغت به معنای پاک کردن و در این آیه به معنای پاک گردانیدن از هر پلیدی و گناه است. آیه عصمت نام دیگریست که برای این آیه به کار رفته است. به باور راغب اصفهانی، لغت‌شناس سنی مذهب، تطهیر در این آیه به معنای «تقدیس» است و غیر از پاکی از نجاست می‌باشد.

## محتوا و ساختار

### متن و ترجمه
آیه تطهیر از واژه «انما» شروع می‌شود و با عبارت «تطهیرا» تمام می‌شود. متن آیه تطهیر، عبارت است از:
﴿إِنَّمٰا یُرِیدُ اَللّٰهُ لِیُذْهِبَ عَنْکُمُ اَلرِّجْسَ أَهْلَ اَلْبَیْتِ وَ یُطَهِّرَکُمْ تَطْهِیراً﴾ ۳۳
بهاءالدین خرمشاهی، مترجم شیعه در ترجمه این آیه آورده است:
﴿همانا خداوند می‌خواهد که از شما اهل بیت هر پلیدی را بزداید، و شما را چنان‌که باید و شاید پاکیزه بدارد. ﴾ ۳۳

### محتوا
در مجموع آیه ۳۳ احزاب که بخش اول آن در ادامه آیه ۳۲ آمده است، در مورد ادامه وظایف همسران محمد مطالبی بیان شده است. در ادامه و در بخش دوم از آیه ۳۳ احزاب، پس از تغییر لحن و ضمائر، پیروی از فرستاده در کنار پیروب از خدا یاد شده و اهل بیت پیامبر مورد موهبتی الهی قرار گرفته‌اند تا از پلیدی و گناه دور بمانند.

## قرائت
طبرسی، مفسر شیعه، به جواز جَر و رفع در لام کلمه «اهل البیت» در زبان عربی اشاره دارد و می‌نویسد: جر دادن لام «اهل البیت» به جهت بدلیت آن از «کُم» می‌باشد و رفع آن بنابر مدح بودن است. قرطبی، مفسر سنی مذهب، در اعراب «أَهْلَ اَلْبَیْتِ»، منصوب بودن اهل را به جهت مدح گزارش می‌کند و همچنین معتقد است که نصب «اهل» می‌تواند به جهت بدلیت باشد. وی همچنین از قول برخی گزارش می‌دهد که رفع و کسر این عبارت نیز بلامانع است. نحاس، مفسر سنی مذهب، جهت کسر را بدلیت از ضمیر «عَنْکُمُ» دانسته است. با این حال، ابی‌العباس محمد بن یزید، زبان‌شناس سنی مذهب، بر این باور است که از ضمیر مخاطب، بدلیت صورت نمی‌گیرد؛ چرا که ضمیر مخاطب به تبیین نیازی ندارد.

## شأن و مکان نزول

### زنان و خاندان پیامبر
در میان مفسران اهل سنت، برخی چون طبری روایاتی را به نقل از عکرمه، مقاتل، عروه و ابن‌عباس، نقل می‌کنند که بر اساس آنها شأن نزول تمام آیه ۳۳ احزاب به صورت خاص مربوط به زنان پیامبر اسلام است. ثعلبی، مفسر سنی مذهب در تفسیر خویش، روایتی را از ابن‌عباس و روایت دیگری را از عکرمه گزارش می‌کند که هر دو بخش آیه ۳۳ احزاب در حق زنان پیامبر نازل شده است. این در حالی است که عکرمه، مقاتل و عروه، از جمله راویان متهم به جعل و افراطی در دشمنی با علی بن ابی‌طالب هستند. بیضاوی، مفسر سنی مذهب، در انوار التنزیل نیز می‌گوید شیعیان بر این باورند که آیه تطهیر دربارهٔ علی، فاطمه و دو فرزندشان است و دربارهٔ عصمتِ آنان، به این آیه احتجاج می‌کنند، اما این احتجاج با پیش و پس آیه متناسب نیست و احادیث هم تنها به این اشاره دارد که اینان از اهل بیت پیامبر به‌شمار می‌روند.

اسامی چهارده معصوم

### پنج‌تن آل عبا
به گزارش احمد بن محمد شامی، مفسر سنی مذهب، اکثر کتب مهم تفسیری سنی و تمام کتب تفسیری شیعی، آیه تطهیر را در شأن فاطمه، علی و حسنین می‌دانند. شیعیان اجماع دارند که شأن نزول آیه تطهیر (بخش دوم آیه ۳۳ احزاب)، علی، فاطمه، حسن و حسین هستند. علّامه طباطبایی، مفسر شیعه در بحث جامعی در تفسیر این آیه در المیزان، مخاطب این آیه را اصحاب کسا می‌داند و به احادیث آن که شمار آن‌ها بیش از هفتاد حدیث است و بیشتر از طریق اهل سنّت هستند اشاره می‌کند. آلوسی، مفسر اهل سنت در تفسیر خود ضمن بیان روایات گوناگون دربارهٔ مصداق اهل بیت در آیه تطهیر، به حدیث کسا اشاره می‌کند و اهل بیت را همان اصحاب کسا می‌داند. فخر رازی، مفسر سنی مذهب، در تفسیر کبیر می‌گوید نظر معتبرتر این است که اهل بیت، فرزندان پیامبر — فاطمه — و همسران و حسن و حسین و علی هستند. ابن عطیه، مفسر سنی، در المحرر الوجیز با اشاره به حدیثی از پیامبر می‌گوید آیه تطهیر در حق پیامبر، علی، فاطمه، حسن و حسین نازل شده است. متکلم سنی مذهب، ماتُریدی در تَأویلاتُ أَهلِ السُّنَّة می‌گوید شیعیان با استناد به حدیث کسا، آیه تطهیر را دربارهٔ اهل بیت — علی و فاطمه و حسن و حسین — می‌دانند. بنابر گزارش ابوسعید خدری، صحابه پیامبر و ابوالقاسم حسکانی، راوی سنی مذهب، شأن نزول بخش دوم آیه را، پنج نفر دانسته‌اند که عبارتند از: محمد، علی، فاطمه، حسن و حسین. ابوبکر نقاش، مفسر سنی مذهب در تفسیر خویش و محمد بن احمد بنیس، سنی مالکی مذهب در لوامع انوار الکوکب و الدری، گزارش می‌کنند که اکثر مفسران در شأنیت این آیه برای اصحاب کسا اتفاق نظر دارند. به این موضوع، ابوبکر حضرمی، از فقیهان اهل سنت در رشفة الصادی اشاره دارد. ابن حجر هیتمی نیز از دیگر مفسرین سنی مذهبی است که در صواعق المحرقه، شأن نزول آیه را فاطمه، همسر و فرزندان او می‌داند. بنابر آنچه در مشکل الآثار و تفسیر طبری از پیامبر اسلام گزارش شده است، محمد این آیه را در مقابل درب خانه فاطمه زهرا، تلاوت می‌نمود.

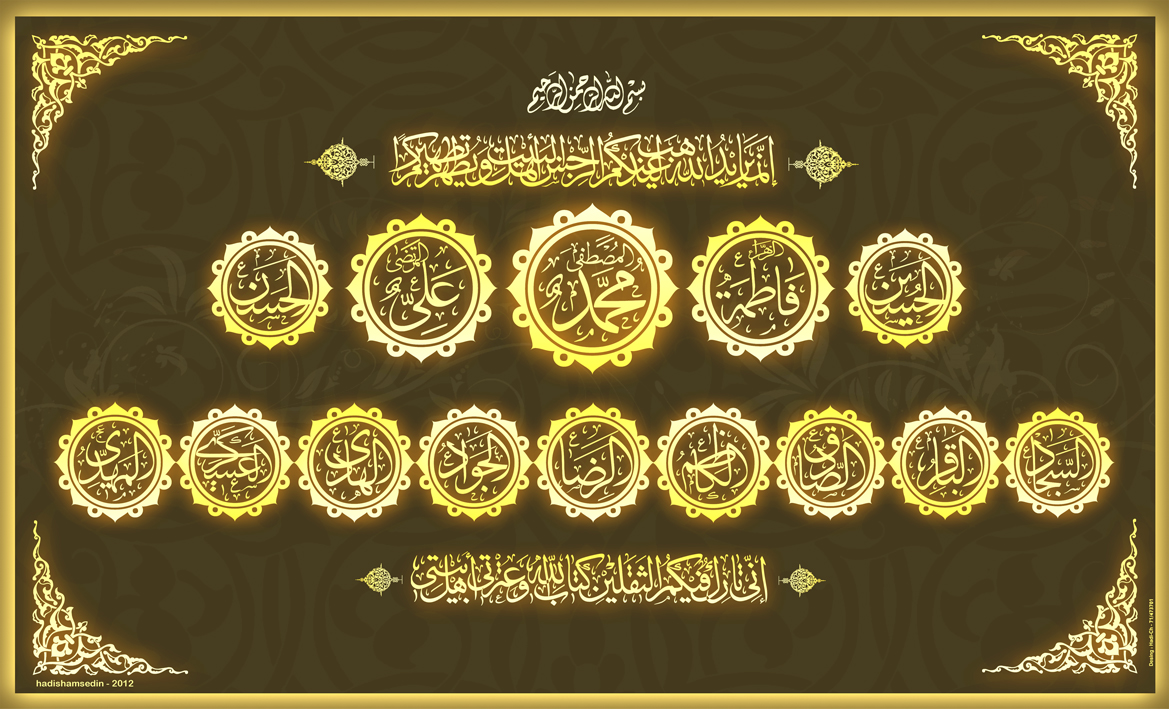
آیه تطهیر، نوشته شده بر تابلویی تزئینی

ابی سعید خدری، صحابی پیامبر، روایتی را نقل می‌کند که پیامبر چهل صبح به درب خانه فاطمه زهرا آمده و پس از سلام دادن بر اهل بیت خود با عبارت «السَّلَام عَلَیْکُم أهل الْبَیْت وَرَحْمَة الله وَبَرَکَاته الصَّلَاة رحمکم الله، إِنَّمَا یُرِید الله لیذْهب عَنْکُم الرجس أهل الْبَیْت وَیُطَهِّرکُمْ تَطْهِیرا، انا حَرْب لمن حَارَبْتُمْ أَنا سلم لمن سَالَمْتُمْ» یاد نموده است. سیوطی، دیگر مفسر اهل سنت، روایت دیگری را از ابی الحمراء گزارش می‌کند که محمد در دوران حضورش در مدینه، هیچ‌گاه به مسجد برای اقامه نماز در نیامد مگر آنکه به درب خانه علی و فاطمه می‌ایستاد و خطاب به اهالی آن چنین می‌گفت: «الصَّلَاة، الصَّلَاة، إِنَّمَا یُرِید الله لیذْهب عَنْکُم الرجس أهل الْبَیْت وَیُطَهِّرکُمْ تَطْهِیرا» همانند این روایت را سیوطی از ابن‌عباس گزارش کرده است. ابن کثیر، مفسر سنی، در تفسیر القرآن العظیم حدیث ایستادن پیامبر به‌مدت شش ماه بر در خانهٔ فاطمه و صدازدن اهل بیت برای نماز و حدیث کسا را بیان می‌کند. ملا علی قاری، فقیه سنی مذهب در شرح کتاب فقه الاکبر ابن حنیفه، از شرافت اولاد فاطمه بر اولاد عمر و ابوبکر یاد می‌کند و در نهایت، آیه تطهیر را در شأن آنان گزارش می‌کند. ابن عساکر شافعی نیز دلیل نزول آیه را به‌طور خاص، فاطمه، علی و حسنین می‌داند. قندوزی حنفی در ینابیع الموده، با اشاره به مذکر بودن ضمیرهای «یطهرکم» و «عنکم»، منظور از آیه را علی، فاطمه و حسنین می‌داند و این قول را به اکثر مفسران نسبت می‌دهد. ثعلبی روایتی را از ابوسعید خدری و روایت دیگری را از عطاء بن ابی رباح، تابعی و مفسر قرن اول ه‍. ق، به نقل از ام‌سلمه گزارش می‌کند که این بخش از آیه در ماجرای حدیث کسا و در حق فاطمه، علی و حسنین نازل شده است.
به‌نوشتهٔ ویلفرد مادلونگ، شرق‌شناس مسیحی، علی‌رغم رویکرد شیعی در این موضوع، حتی در منابع اهل سنّت مانند تفسیر طبری نیز مصداق آیه تطهیر را محمّد و علی و فاطمه و حسن و حسین هستند. تریتون روایتی را از منابع اسلامی گزارش می‌کند که بر اساس آن، محمد هنگام ملاقات با نماینده نجرانیان در سال دهم هجری، در واقعه مباهله، عبایی سفید و سیاه را بر تن داشت و فاطمه، علی، حسن و حسین را در زیر جامعه خود در آغوش گرفت و آیه «إِنَّمَا یُرِید الله لیذْهب عَنْکُم الرجس أهل الْبَیْت وَیُطَهِّرکُمْ تَطْهِیرا» را خواند. حامد الگار نیز به این نکته اشاره می‌کند که محمد در روز مباهله با نجرانیان، اهل بیت خود را با خود همراه کرد و تنها فاطمه، علی و حسنین را با خود به مباهله با نجرانیان برد.

### مکان نزول
بنابر گزارش طبرسی در مجمع‌البیان، ابوحمزه ثمالی، مفسر شیعه مذهب در تفسیر منسوب به وی، گزارش می‌کند که فاطمه، حریره‌ای را برای پیامبر در خانه ام‌سلمه آورد، به سفارش پیامبر، علی و حسنین نیز برای خوردن حریره نزد پیامبر آمدند و پس از آن، پیامبر کساء خیبری بر سر آنان انداخت و گفت: «اللّهم هؤلاء اهل بیتی و عترتی فاذهب عنهم الرجس و طهّرهم تطهیرا». شبیه به همین روایت را ثعلبی در تفسیر خویش گزارش کرده است. بنابر روایت ثعلبی، پس از دعای پیامبر اسلام، بخش دوم آیه ۳۳ احزاب نازل شد. بر اساس روایت دیگری که ثعلبی گزارش می‌کند که این واقعه در منزل عایشه صورت گرفته است. همچنین در تفسیر الکشف و البیان، از روایات دیگری یاد شده است که ماجرای حدیث کسا در خانه عایشه یا زینب صورت پذیرفته و آیه تطهیر پس از ماجرای کسا نازل شده است. تعدد گزارش‌ها اینچنینی سبب شده است تا برخی مفسران، نزول بخش دوم آیه را چندباره و در خانه فاطمه زهرا، ام سلمه، زینب و عایشه بدانند.

## تفسیر

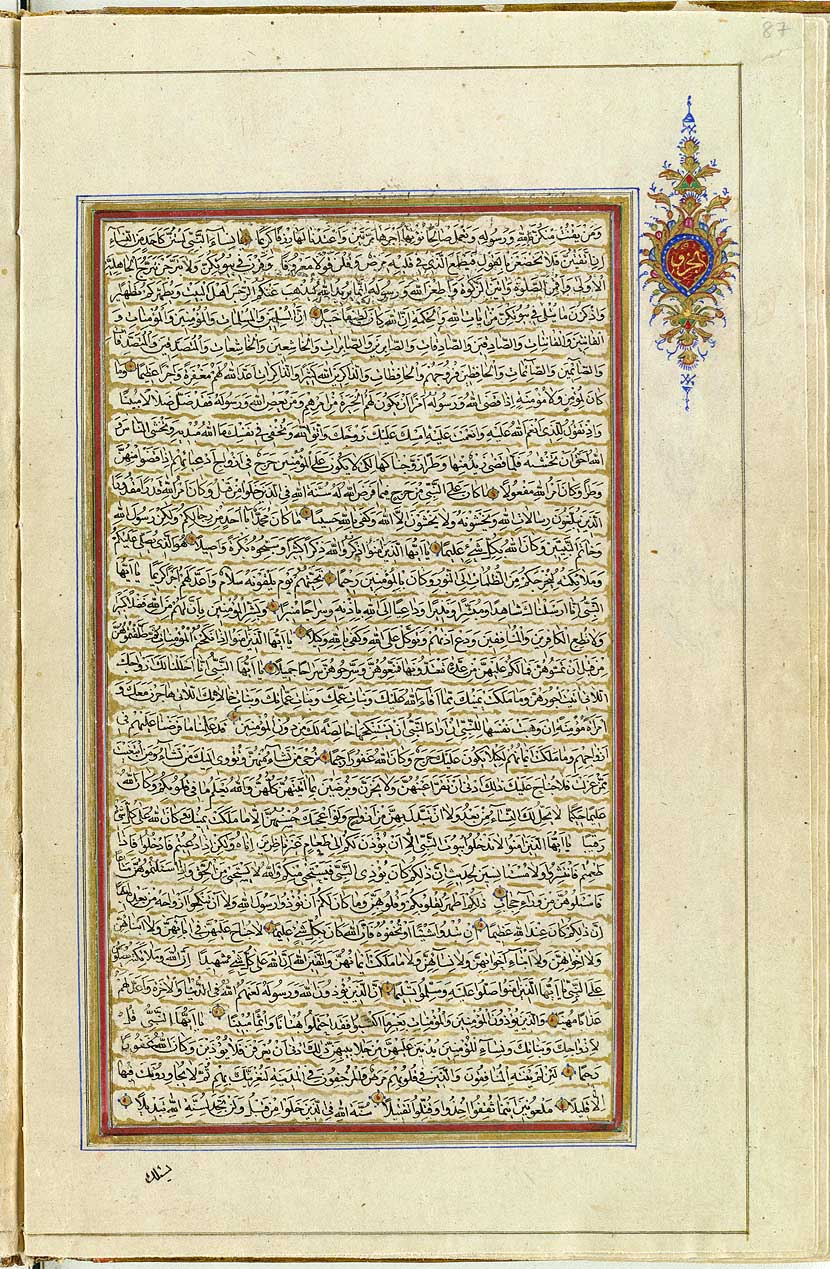
آیه تطهیر در قرآنی مربوط به سال ۱۸۷۴ میلادی که به همراه آیات پیش و پس از خود، به صورت یک آیه بلند گزارش شده است.

### سیاق بخش اول آیه ۳۳ احزاب
بخش اول آیه ۳۳ سوره احزاب، در ادامه دستورها و توصیه‌ها به زنان پیامبر است که به باور مکارم شیرازی، مفسر شیعه، به جهت تأکید بیشتر، مورد خطاب قرار گرفته‌اند. به اجماع شیعه و سنی، بخش نخست این آیه در شان زنان محمد فرو فرستاده شده است. در این بخش از آیه و آیه پیش از آن به اهمیت خواندن قرآن در خانه، لزوم جایگزینی فرهنگ الهی برای فرهنگ جاهلی و تکلیف‌آور بودن زندگی در خانه پیامبر اشاره دارد. همچنین در این آیه ماندن زنان محمد در خانه جهت پرهیز از خودنمایی و جلوه‌گری فرمان داده شده و تبرج و خودنمایی، نشانه جاهلیت قلمداد گردیده و از عقبگرد به آن نهی شده است. در بخشی از آیه، دو عنصر نماز و زکات متصل به هم ترسیم شده‌اند.

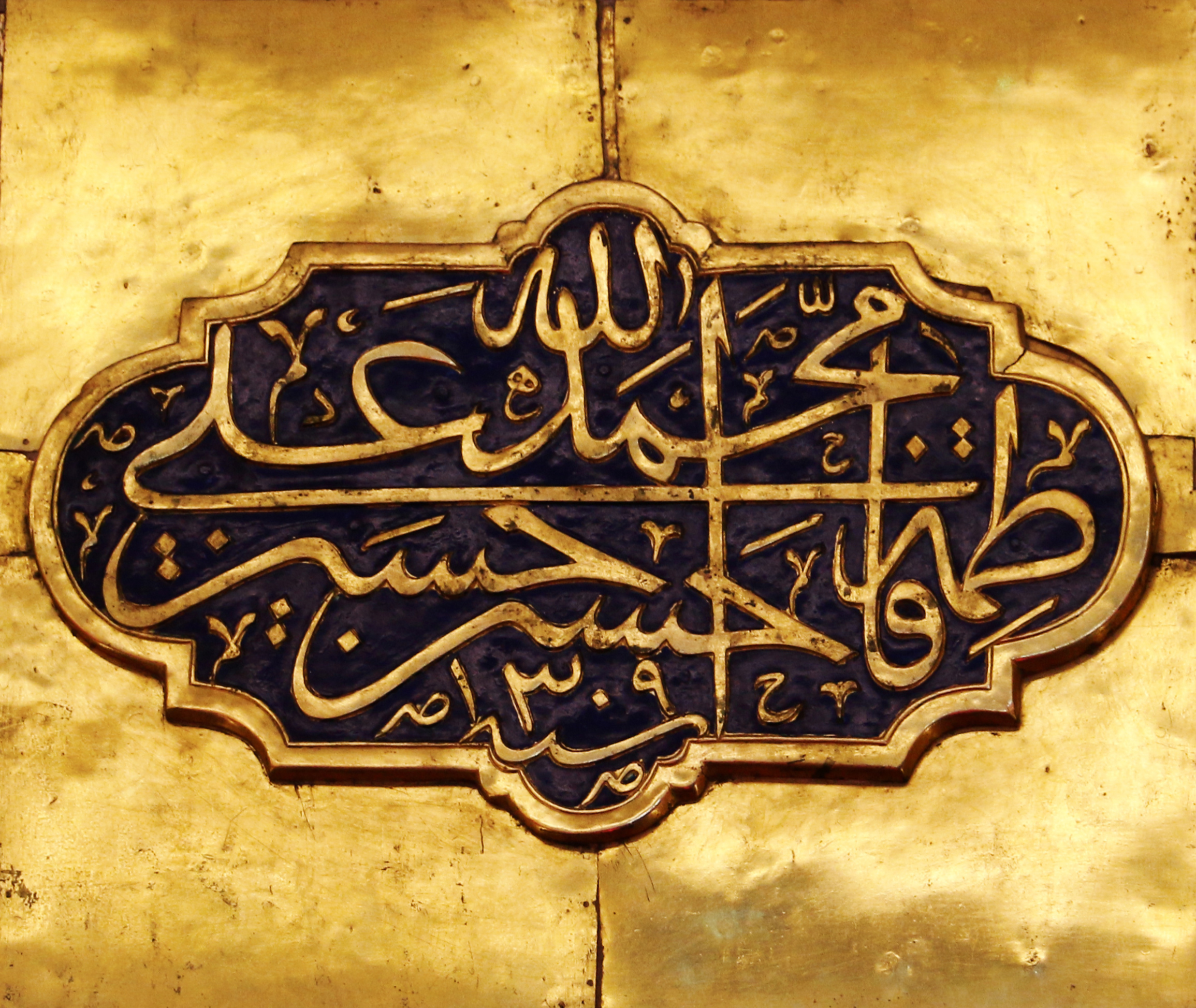
نام پنج تن آل عبا، حکاکی شده بر روی کتیبه‌ای از جنس طلا، کربلا، حرم حضرت عباس

### بخش دوم (آیه تطهیر)

#### دوپارگی آیه
طباطبایی، مفسر شیعه در المیزان گزارش می‌کند: هیچ‌یک از مفسران شیعه و سنی به این مطلب که بخش دوم (آیه تطهیر) مربوط به بخش نخست (آیه ۳۳ سوره احزاب) بوده و در ادامه آن نازل شده، اشاره نداشته است. از نظر ادبی و با توجه به امکان حذف این فراز از آیه و خلل وارد نشدن به معنای آیات پیش و پس، نتیجه گرفته می‌شود که این فراز، می‌تواند جمله معترضه باشد. به عقیده میلانی، فقیه شیعه، تفاوت ضمیرهای بخش اول و دوم، عدم اشکال در معنای بخش اول با حذف آیه تطهیر و پیشینه وجود آیات مدنی در میان آیات مکی و بالعکس دلیلی بر جدا بودن این دو بخش از هم می‌باشند. میلانی همچنین بر این باور است که حتی اگر سیاق دو بخش با هم اتحاد داشته باشند، با وجود روایات فراوان در منابع شیعه و سنی که این دو بخش را جدا از هم عنوان کرده‌اند، نمی‌توان به قرینه سیاق این دو بخش را یکی دانست. در شرح موتمر علماء بغداد پس از آنکه از انواع تحریف متصور برای قرآن یاد می‌شود، به تحریف موضعی در قرآن پرداخته شده است. بر این اساس، آیاتی معدود از جمله آیه تطهیر، برخلاف ترتیب نزول در قرآن جایگیری کرده‌اند. در همین باره، علامه طهرانی، مؤلف شیعه در کتاب مهر تابان به نقل از علامه طباطبایی گزارش می‌کند که عدم تناسب آیه تطهیر با مطالب قبل و بعد از خود و عدم همگونی لحن و ضمائر، بدین معناست که آیه تطهیر از جای دیگری در بین آیات مربوط به همسران محمد منتقل شده است. در این گزارش چنین عنوان می‌شود که هدف از این تغییر، انتساب عدم رجس و طهارت به زنان محمد بوده است. با این وجود، منابع سنی مذهب بر روی ارتباط آیه تطهیر با بخش‌های پیشین تأکید دارند و آن را جزا و پاداش زنان پیامبر بعد از اطاعت از اوامری می‌دانند که به آنها در آیات قبلی محول شده است.
قرائتی، مفسر شیعه، آیه ۳۳ سوره احزاب را به دو بخش تقسیم کرده است که قسمت آغازین آن در خصوص زنان پیامبر و قسمت دوم آن در مورد اهل بیت پیامبر است. قرائتی دلیل این کار را یک فن در فصاحت و بلاغت معرفی کرده است که سخن مهم در میان سخنان عادی، توجه و دقت نظر بیشتری را جلب می‌نماید. وی در این خصوص گزارش می‌کند که بخش دوم آیه، به صورت مجزا نازل شده و در جمع‌آوری قرآن در این مکان قرار گرفته است. دلیل دیگری که قرائتی به آن اشاره دارد، توصیه به زنان پیامبر است که نسبت به خانهٔ خویش دقت بیشتری داشته باشند چرا که محل عبور معصومان خواهد بود. قرشی، مفسر شیعه در قاموس قرآن نیز به این تغییر لحن و ضمیر آیه اشاره دارد؛ وی توضیح می‌دهد که ضمیرهای آیه‌ها تا قبل از آیه ۳۳ و در فراز اول همین آیه، مؤنث بوده است و مخاطب آیه نیز زنان پیامبر بودند؛ اما به ناگاه در فراز دوم آیه ۳۳، ضمیرهای آیه مذکر شده و مخاطب، اهل بیت پیامبر می‌باشند. با مذکر آمدن آیه، مخاطب آیه جمعی مذکر یا جمعی که مذکر نیز در میان آنها بوده‌اند می‌باشد. قرشی مؤنث آمدن آیه بعد را نیز گواهی بر غیریت بین زنان محمد با اهل بیت پیامبر دانسته است. نکته دیگر، تفاوت لحن آیه است که از حالت عتاب‌آمیز به کرامت‌بخش تغییر کرده است.

#### معنای رجس و طهارت
رجس از ماده رجاست و به معنای پلیدی و قذارت است. در قرآن از این عبارت در بیان پلیدی استفاده نموده است. ابن‌عباس، صحابه پیامبر در خصوص کلمه رجس در بخش دوم آیه معتقد است که رجس، هرگونه عمل شیطانی است که رضای خدا در آن نباشد. قتاده، لغت‌شناس سنی مذهب، منظور از رجس را عمل سوء یا شک می‌داند و ابن زید آن را شیطان دانسته است. به گزارش دانشنامه اسلام، اهل سنت رجس را به معنای کفر عنوان کرده‌اند و در مقابل شیعیان آن را به ارتباط با دنیای ناپاک توصیف کرده است. فخر رازی، مفسر سنی مذهب با اشاره به عبارت «لِیُذْهِبَ عَنْکُمُ اَلرِّجْسَ»، احتمال اینکه معنای رجس، ناپاکی و نجاست باشد را منتفی دانسته است. وی می‌نویسد که اگر منظور از رجس، نجاست باشد، این نجاست با برطرف شدن عین آن از بین نخواهد رفت؛ بنابراین منظور از رجس، گناهان است که خداوند آنها را خواهد بخشید. فخر رازی در ادامه، معنای «یُطَهِّرَکُمْ» را به معنای ازاله ذنوب و «تَطْهِیراً» را پوشاندن لباس کرامت به تن اهل بیت دانسته است. قرائتی، مفسر شیعه به نقل از تفسیر البرهان، رجس را هرگونه ناپاکی ظاهری و باطنی می‌داند. طباطبایی، مفسر شیعه، به الف و لام در کلمه «اَلرِّجْسَ» اشاره داشته و آن را الف و لام جنس می‌داند؛ بر این اساس معنای آیه چنین خواهد بود که خداوند قصد و اراده نموده است تا تمام ناپاکی و پلیدی‌ها را از اهل بیت دور بدارد. آلوسی، مفسر سنی مذهبی در تفسیر روح المعانی، الف و لام «اَلرِّجْسَ» را الف و لام استغراق دانسته و معنای آن را همه آلودگی‌ها و نقائص مادی و معنوی می‌داند.
شیخ طوسی، از مفسران شیعه، در معنای طهارت مورد استفاده در قرآن، دو قول را گزارش می‌کند که یکی به حسن و مجاهد منسوب است و منظور از طهارت را پاکی از کفر دانسته‌اند و دیگری قول منسوب به زجاج است که منظور از طهارت را پاکی از هر نوع ناپاکی و آلودگی دانسته است. جوادی آملی، مفسر شیعه نیز منظور از طهارت را علاوه بر ناپاکی‌هایی چون حیض و نفاس، تطهیر از همه رذایل اخلاقی و اتهامات ناروا (در خصوص داستان مریم) دانسته است. به عقیده بقاعی، مفسر سنی مذهب، «یُطَهِّرَکُمْ» به معنای صیانت از ناپاکی‌هاست و عبارت «تَطْهِیراً» با صیغه مصدری به جهت مبالغه و بزرگی این اقدام به کار برده شده است. قرطبی، مفسر سنی مذهب نیز مفهوم مصدریت «تَطْهِیراً» را تأکید دانسته است.

#### اراده الهی، تکوینی یا تشریعی
مکارم شیرازی، مفسر شیعه، به واژه «انما» اشاره دارد و آن را از اداة حصر می‌داند که این موهبت را مخصوص اهل بیت پیامبر می‌کند. او همچنین منظور از عبارت «یُرِیدُ» را نشانه اراده تکوینی بودن الهی می‌داند که با وجود اختیار و اراده، به سمت ناپاکی و گناه نمی‌روند. شیعیان بر این باورند که اراده تشریعی به گروهی خاص اختصاص نخواهد یافت. واژه «یرید»، فعل مضارع از مصدر «رود» به معنای طلبی که با اراده و اختیار همراه است. این واژه به جهت مضارع بودن حاوی معنای استمراریت است. واژه «یذهب» نیز از مصدر «ذهب» به معنای برداشتن و بردن است. در نقطه مقابل، تفاسیر اهل سنت، این اراده را اراده‌ای تشریعی دانسته‌اند که به عقیده تفاسیر شیعه، صحیح نمی‌باشد. این گروه با استناد به اینکه آیه تطهیر پس از اوامری که به زنان محمد داده شده است نازل شده، در بیان اجر و مزد آنان است و در نتیجه اراده تشریعی را شامل می‌شود. همچنین منابع سنی با استناد به حدیث کسا و دعای محمد در آن رویداد، دعای او را نشانه عدم محقق بودن اراده می‌دانند و عدم محقق بودن اراده را نشانه تشریعی بودن دانسته‌اند. به عقیده انصاری، از محققان سنی مذهب، حصر در آیه تطهیر، حصر اراده نبوده و حصر مراد بوده است. بر این اساس، معنای آیه چنین است که خداوند قصد کرده است که تنها از تطهیر اهل بیت پیامبر در قرآن یاد کند این به معنای منحصر بودن تطهیر در آنها نیست. او همچنین حصر بودن اراده خدا را خلاف شرع اهل سنت می‌داند.

#### اهل بیت
واژه «اهل بیت» در قرآن دو مرتبه در سوره‌های هود، آیه ۷۳ و سوره احزاب آیه ۳۳ بیان شده است. این کلمه یک مرتبه دیگر بدون مصدر و الف و لام در سوره قصص آیه ۷۳ استفاده شده است. واژه «اهل» به معنای انس و قرابت و واژه «بیت» به معنای خانه است. ترکیب این دو واژه با هم به خویشاوند نزدیک معنا شده است. ابن‌عباس الف و لام موجود در «البیت» را الف و لام عهد تعریف دانسته است و منظور از آن را بیت نبوت و رسالت می‌داند. ابن‌عباس در تعریف «بیت» می‌گوید: عرب آنجایی را که به آن پناه می‌برد، بیت می‌نامد. طبرسی، مفسر شیعه، در این خصوص گزارش می‌کند که برخی از مفسرین، منظور از بیت در آیه را بیت الله الحرام می‌دانند و اهل بیت را پرهیزکاران می‌دانند. همچنین گزارش شده است که برخی منظور از بیت را مسجدالحرام می‌دانند و اهل آن را ساکنان مسجد النبی می‌دانند که پیامبر آنان را در مسجد اسکان داده و درِ خانه آنان به مسجد را مسدود نساخته است. عکرمه، تابعی سنی مذهب نیز با توجه به صدر آیه، منظور از اهل بیت پیامبر در آیه را زنان پیغمبر اسلام می‌داند.

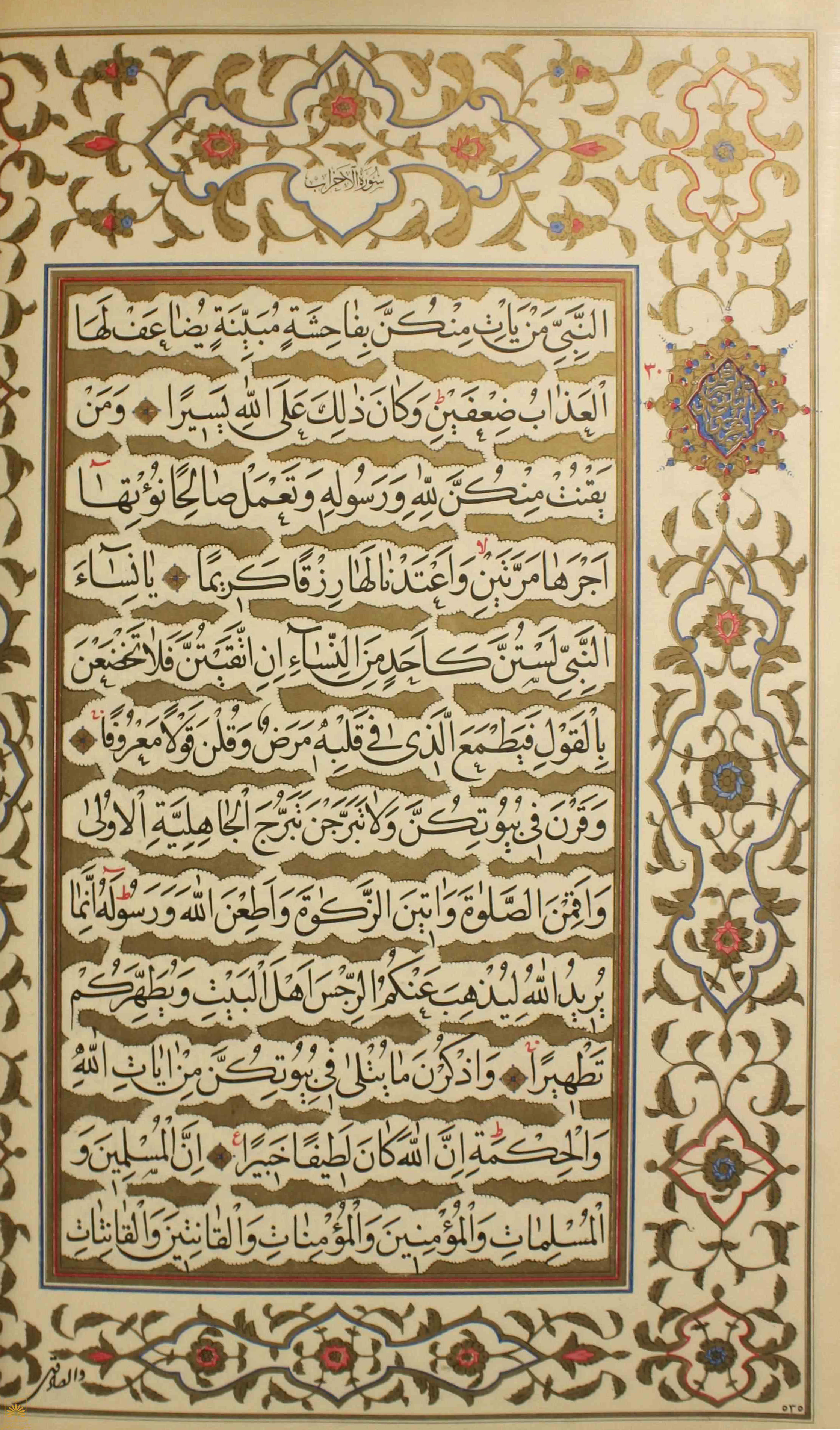
آیه تطهیر در قرآن به خط میرزا احمد نیریزی، کتابت شده در ۱۱۱۷ میلادی (نگاهداری شده در موزه کاخ گلستان)

در همین راستا برخی مفسران سنی مذهب همچون ابوحیان اندلسی، با توجه به آیه ۷۳ سوره هود که ساره -همسر ابراهیم- را جزئی از اهل بیت ابراهیم دانسته است، بر این باورند که همسران جزئی از اهل بیت هستند و بر طبق آیه تطهیر، زنان محمد نیز شامل اهل بیت محمد خواهند بود. این در حالی است که شیخ طوسی در تفسیر تبیان، ساره را از جهت آنکه دختر عموی ابراهیم است، جزئی از اهل بیت ابراهیم دانسته است. راغب اصفهانی، لغت‌شناس سنی مذهب، در مفردات و در ترجمه کلمه اهل بیت منظور از آن را تمام افرادی می‌داند که نسب خونی داشته باشند. وی همسران فرد را در عبارت «اهل الرجل» داخل می‌داند. در این خصوص، ابوسعید خدری و انس بن مالک، از صحابه پیامبر، عایشه و ام سلمه، از زنان محمد، منظور از اهل بیت در آیه را، علی و فاطمه و حسن و حسین دانسته‌اند. قرشی، خوارجی بودن عکرمه را در این تفسیر مؤثر دانسته است و با توجه به ضمایر آیه پیش و پس این فراز، منظور از اهل بیت را غیر از همسران محمد دانسته است. گروهی که منظور از اهل بیت در آیه را، زنان محمد تلقی کرده‌اند، در توجیه جهت مذکر آمدن ضمیرهای آیه، آورده‌اند که پیامبر اسلام نیز مشمول آیه است و با وجود یک مذکر در جامعه زنان، ضمیر مذکر به جهت غلبه ادبی، استفاده می‌گردد. طباطبایی، مفسر شیعه، با ذکر این توجیه، آن را ناروا دانسته و معتقد است، با وجود عصمت پیامبر اسلام از خطا و گناه، دلیلی برای ذکر شدنش ذیل آیه تطهیر وجود ندارد. همچنین آورده‌اند که ضمیر مذکر، به اهل بیت راجع می‌باشد و به این جهت مذکر بکار برده شده است.
از جمله اختلافتی که در آیه صورت گرفته است، معنا و مصداق اهل بیت است. فخر رازی، مفسر سنی مذهب، به شدت علاقه و ارتباط بین فاطمه و علی با پیامبر اشاره داشته و به همین جهت، آنان را از آل محمد دانسته است. فخر رازی در جای دیگر می‌نویسد که زنان و فرزندان محمد از اهل بیت او هستند و علی نیز به سبب ازدواج با دختر پیامبر و ملازمت با محمد، از اهل بیت به‌شمار می‌آید. سهمودی، مفسر سنی مذهب، نیز پس از بیان ماجرای اصحاب کساء، منظور از اهل بیت در آیه تطهیر را اصحاب کسا دانسته است. ابن عطیه، دیگر مفسر سنی مذهب نیز منظور از اهل بیت را فاطمه، علی و حسنین دانسته است. از میان صحابه‌ای که منظور از اهل بیت در آیه را به علی، فاطمه، حسن و حسین تعبیر کرده‌اند، دانشنامه جهان اسلام، انس بن مالک، ثوبان مولی پیامبر، ابوسعید خدری، ام‌سلمه، عایشه، سعد بن ابی‌وقاص، عبدالله بن جعفر، عبدالله بن عباس را یاد می‌کند. نووی، فقیه سنی مذهب، در شرح صحیح مسلم به نقل از مسلم و به نقل از زید بن ارقم می‌نویسد که زنان محمد از اهل بیت او هستند اما اهل بیت، کسانی هستند که صدقه بر آنان حرام باشد. براساس روایت ام سلمه از ماجرای کسا، پس از دعای محمد در حق اهل بیتش، ام سلمه به نزد محمد آمده است و تقاضا دارد تا از اهل بیت محمد باشد، اما محمد او را با وجود در راه خیر و صلاح بودن، درخواستش را رد می‌کند. قول سومی که برای عبارت اهل بیت در میان منابع ذکر شده است، به زید بن ارقم منسوب است. بر اساس این قول، منظور از اهل بیت کسانی هستند که خداوند بر آنها زکات را حرام کرده است و شامل آل علی، آل جعفر و آل عقیل نیز می‌شود. بر اساس این قول، منظور از تطهیر در آیه تطهیر، پاک شدن از دریافت و مصرف صدقه و زکات است. در دانشنامه اسلام، دلیل وارد شدن آل طالب و آل عباس در دایره اهل بیت محمد را اهمیت این دو خاندان در طایفه بنی هاشم عنوان کرده است. عباسیان برای وارد شدن به سیطره معنای اهل بیت تلاش‌هایی کردند. از میان بزرگان اهل سنت، مالک و ابوحنیفه معنای اهل بیت را گسترش دادند تا شامل تمام بنی هاشم بشود و شافعی بنی مطلب را نیز به مصادیق اهل بیت افزود. با این وجود گروهی بر این باورند که معنای اهل بیت، شامل تمام امت اسلامی است. شارون در دانشنامه قرآن گزارش می‌کند که عباسیان پس از به حکومت رسیدن، کوشیدند تا برای مشروعیت بخشیدن به حکومتشان تحت عنوان اهل بیت در آیه تطهیر قرار گیرند و تأکید می‌کردند که عموی پدری در غیاب پدر، همانند پدر است؛ بنابراین علی، عباس، عقیل و جعفر از جانب عباسیان، مصداقی از اهل بیت تلقی می‌شدند.

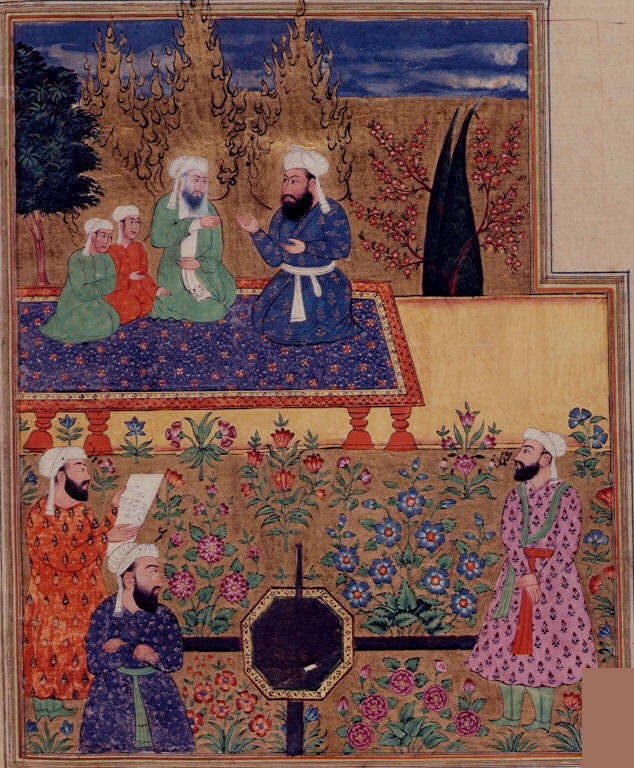
نگاره مینیاتور از پیامبر اسلام، علی، حسن و حسین در بهشت (عمر، عثمان و ابوبکر در پیش زمینه) متعلق به سال ۱۶۸۶ میلادی

قرطبی، مفسر سنی مذهب، مدعی است که واقعه حدیث کسا، پس از نزول آیه صورت گرفته و پیامبر پس از نزول آیه، در حق علی، فاطمه و حسنین دعا نموده است تا در زمره اهل بیتش (یعنی همسران خود) قرار گیرند. وی منکر بخشی از روایات شده است که بر اساس آن، عایشه و ام‌سلمه، از پیامبر اسلام در خصوص جزئی از اهل بیت بودن پرسش کردند و پیامبر ضمن دعا برای آنان، آنها را شامل اهل بیت ندانسته است. از میان مفسران اهل سنت که منظور از اهل بیت در آیه تطهیر را فاطمه، علی و حسنین می‌دانند می‌توان به: حمزاوی، قسطانی، ابن بلبلان، ابن صباغ مالکی، حاکم نیشابوری، حافظ کنجی، محب‌الدین طبری، سخاوی، حافظ بدخشانی، توفیق ابوعلم، شوکانی، احمد بن محمد شامی، شبلنجی، فخر رازی، زمخشری، قرطبی، طبری، سیوطی، ابن حجر عسقلانی و ذهبی اشاره کرد. قرائتی، مفسر شیعه در تفسیر نور، شمار روایاتی که علی، فاطمه و حسنین را مصداق اهل بیت می‌داند و در منابع اهل سنت گزارش شده‌اند را صد و سی روایت گزارش نموده است که همگی در کتاب شواهد التنزیل جمع شده‌اند. به گزارش طباطبایی در المیزان، منابع اهل سنت در بیش از ۴۰ روایت مختلف، به نقل از ام سلمه، عایشه، ابی‌سعید خدری، سعد، وائله بن اسقع، ابی حمراء، ابن‌عباس، ثوبان -غلام محمد-، عبدالله بن جعفر، علی بن ابی‌طالب و حسن بن علی منظور از اهل بیت آیه را، علی، فاطمه و حسنین گزارش کرده‌اند. همین‌طور منابع شیعی، در بیش از ۳۰ روایت گوناگون و به نقل از علی بن ابی‌طالب، علی بن الحسین، محمد باقر، جعفر صادق، ام سلمه، ابوذر غفاری، ابی‌لیلی، ابی الاسود، عمرو بن میمون اودی و سعد بن ابی وقاص، منظور از اهل بیت را پنج تن آل عبا دانسته‌اند. طبری، مفسر سنی مذهب، در تفسیر خویش ۱۴ روایت را در اثبات این مدعا ذکر می‌کند.
طَبرِسی، مفسر شیعه، در اثبات تعلق آیه به ۵ تن آل عبا، به نقل از منبعی سنی مذهب می‌نویسد: لفظ «انما» در آیه، بیانگر انحصار و بیان حقیقت است. بر این اساس آنچه بعد از «انما» ذکر می‌شود، قطعی بوده و تخطی از آن صحیح نیست. همچنین خداوند از هر مکلفی، اراده مطلق را طلب کرده است با این حساب، منظور از آیه، عموم خلائق نمی‌باشد. همچنین این آیه به دوری افراد خاصی از هرگونه پلیدی گزارش می‌دهد که بیانگر عصمت می‌باشد؛ عصمتی که غیر از پنج تن آل عبا، برای کسی ثابت‌شده نمی‌باشد. قرائتی، مفسر شیعه در توضیح عبارت «یطهرکم» با طرح این پرسش که «آیا این عبارت به معنای آن نیست که اهل بیت پیامبر آلودگی داشته‌اند و خداوند آنان را تطهیر کرده است؟» پاسخ می‌دهد؛ شرط تطهیر، آلودگی نبوده و خداوند ملائکه را با لفظ مطهره یاد می‌کند درحالی‌که آنان همواره پاک بوده‌اند. با این توضیح، قرائتی معنای یطهرکم را پاک نگه‌داشتن و نه پاک کردن، دانسته است. به باور طباطبایی، آیه تطهیر در بیان عصمت پنج تن آل عبا بوده است و احتمال برخی مبنی بر تقوای شدید از مفاد آیه، با انحصار آیه سازگاری ندارد؛ چرا که بر این اساس، تقوا، درخواست الهی از تمام بندگان خویش است و انحصار آن با ادات حصر برای اهل بیت، توجیه‌شدنی نمی‌باشد. بر اساس روایتی که قمی در تفسیر خویش گزارش کرده است، علی بن ابی‌طالب پس از ماجرای بازپس گرفتن فدک، در نزد ابوبکر محاجه کرد و در احتجاج خود به این آیه استناد نمود و خطاب به ابوبکر از شأن نزول آیه تطهیر سؤال کرد، ابوبکر در پاسخ آیه را در شأن فاطمه و علی دانست. علی در ادامه پرسید، اگر کسانی علیه فاطمه شهادت بدهند که مرتکب عملی سوء شده است، رفتارت با او چگونه است؟ ابوبکر اجرای حد را جواب علی می‌داند؛ علی، ابوبکر را در صورت چنین کاری، متهم به کفر می‌کند و استدلال می‌کند که این حکم، برخلاف شهادت خدا در خصوص عصمت و طهارت فاطمه است.

#### دیدگاه شرق‌شناسان
مادلونگ، شرق‌شناسی مسیحی معتقد است که احتمال دوپاره بودن آیه ۳۳ سوره احزاب را منتفی است؛ لامنس، شرق‌شناس مسیحی، با بیان این مطلب که پیامبر اسلام از خویشاوندان خویش رویگردان و ناامید بود؛ معتقد است که «اهل بیت» در آیه تطهیر، منحصراً به زنان پیامبر اشاره دارد. مادلونگ، این نظر لامنس را در تعارض با منابع و مدارک موجود دانسته و منظور از اهل بیت را خویشاوندان خونی گزارش کرده است. به گزارش شارون ام. دریپر در دانشنامه قرآن به معنای واژه اهل بیت در صدر اسلام اشاره دارد و با گزارشی از ابن سعد، منظور از اهل بیت را قبیله قریش یا اهالی مکه یا حتی مسجدالحرام می‌داند. به عقیده شارون، این معنا به نفع معنای محدود واژه اهل بیت نادیده گرفته شده است تا سنگ‌بنای اعتقادات عباسیان و علویان در خصوص اثبات حقانیت خودشان را شکل بدهند. مادلونگ با اشاره به قولی که منظور از اهل بیت را اهالی مسجد الحرام می‌دانند؛ دلیل آنان را در این تفسیر، قیاس با آیه‌ای در توصیف همسر ابراهیم می‌داند و این تفسیر را به جهت مخالفت با هدف آیه (یعنی ترفیع مقام همسران پیامبر) و عدم همخوانی با آیه بعد که در خصوص زنان پیامبر می‌باشد دانسته است. به نوشته لئورا وچا ولیری در دانشنامه اسلام، با وجود آنکه آیات پیش از آیه تطهیر در مورد دستور العمل‌هایی برای زنان پیامبر است و افعال و ضمایر به صورت جمع مؤنث هستند؛ ولی در این آیه که خطاب به اهل بیت است، ضمایر به صورت جمع مذکر هستند؛ بنابراین گفته شده است که دیگر بحث زنان پیامبر مطرح نیست، یا حداقل صرفاً آنها نیستند. عبارت اهل بیت فقط می‌تواند معنی «خانواده پیامبر» را بدهد. این امتیاز به‌طور طبیعی به همه خویشاوندان محمد اطلاق می‌شود، چه آنهایی که در قبیله او بودند، چه انصار و در واقع همه جامعه مسلمانان؛ ولیری در ادامه به داستان اصحاب کسا اشاره دارد که در بسیاری از احادیث منعکس شده و بر اساس آن، محمد عبای خویش را در موقعیت‌های گوناگون از جمله رویداد مباهله، بر روی نوه‌هایش حسن و حسین، دخترش فاطمه و دامادش علی افکنده و بدین ترتیب، این پنج تن هستند که عنوان اصحاب کسا به آنها داده می‌شود و اهل بیت پیامبر لقب گرفته‌اند. شارون نیز با اشاره به روایت اصحاب کسا، شباهت آن را با خانواده مقدس در کتب مقدس و فرهنگ مسیحیت مورد توجه قرار می‌دهد و به روایت دیگری در این زمینه می‌پردازد که بر اساس آن فاطمه و مریم، هر دو از حافظان بهشت برشمرده شده‌اند.

## در علم کلام
مجادله کلامی بر سر این آیه از اهمیت بالایی برخوردار بوده است. چرا که شیعیان همواره با استناد به بخش دوم آیه ۳۳ احزاب، به عصمت امامان خود استدلال می‌کنند و در مقابل، اهل سنت این بخش از آیه را با توجه به بخش آغرین آیه در شأن همسران پیامبر می‌دانند. به گفته سید علی میلانی، فقیه شیعه؛ از بهترین ادله اثبات عصمت برای امامان شیعه و اهل‌بیت محمد، آیه تطهیر است؛ به طوری که اگر هیچ آیه‌ای جز آیه تطهیر در خصوص موضوع عصمت نازل نشده بود، این آیه برای اثبات عصمت کفایت می‌نمود. بر اساس استدلال شیعیان، واژه «انما» در آیه از «ادات حصر» است و منظور از «یرید الله» نیز یا به معنای اراده تکوینی الهی است یا به معنای اراده تشریعی خواهد بود. از آنجا که در آیه از حصر استفاده شده است و اراده تشریعی الهی، حصربردار نخواهد بود و مشمول تمام خلائق خواهد بود؛ بر این اساس، منظور از عبارت «یرید الله» اراده تکوینی است و اثبات کننده عصمت برای اهل‌بیت می‌باشد. در مقابل این دیدگاه برخی از اهل سنت همچون آلوسی، منظور یرید را اراده تشریعی دانستند که به معنای خواستن تقوا و اجتناب از نواهی است.
بنابر گزارش حامد الگار و به نظر حسین نصر، این آیه و ماجرای کساء می‌تواند به انتقال ولایت جهانی (قداست) پیامبر اسلام به فاطمه زهرا و به صورت ولایت جزئی اشاره داشته باشد. به باور الگار، این احتمال داده می‌شود که ماجرای حدیث کساء با توجه به روایتی که طبرانی آن را گزارش می‌کند و بر اساس آن، محمد از جمع شدن علی، فاطمه و حسنین به همراه خودش در زیر قبه‌ای نزدیک به عرش الهی خبر می‌دهد، به نوعی پیش‌بینی دنیوی از حضور این خاندان در زیر قبه آسمانی باشد.

## دیدگاه عارفان و صوفیان
ابن عربی، سنی صوفی مذهب، دربارهٔ توضیح کلمه آل، می‌نویسد: «منظور از آل، نزدیکان و خواص هستند و خواص انبیاء، صالحان، مؤمنان و عالمان هستند». ابن عربی در ادامه، با اشاره به عبارت «آل ابراهیم» در قرآن، منظور از آل ابراهیم را، نسل پیامبران پس از ابراهیم دانسته است. با این وجود، وی معتقد است که منظور از واژه آل در عبارت «آل محمد»، اهل بیت محمد به‌طور خاص نبوده است. صوفیان نیز با توجه به ماجرای حدیث کساء، استفاده از عبا و خرقه را برای تفویض به عنوان الگو پذیرفتند.
ابن عربی، صوفی سنی مذهب، در خصوص ارتباط آیه تطهیر با عصمت، معتقد است که همه فرزندان فاطمه و هر آنکه از اهل بیت باشد؛ همچون سلمان فارسی و…، همگی در روز قیامت شامل غفران آیه تطهیر هستند. بر اساس این آیه، این افراد از پاکان محسوب می‌شود و به واسطه شرافت پیامبر اسلام، مورد عنایت الهی قرار گرفته‌اند. آنان در قیامت مورد بخشش الهی واقع می‌شوند اما این بخشش در قیامت، ارتباطی به دنیای آنان نداشته است و در صورت ارتکاب گناهان در دنیا، مورد حد و غصب الهی قرار خواهند گرفت. به عقیده ابن عربی، اهل بیتی که در آیه تطهیر مورد اشاره قرار گرفته‌اند، در صورت بروز هرگونه خطا از آنان در دنیا، نمی‌توانند مورد مذمت مسلمانان قرار بگیرند؛ چرا که بر اساس این آیه، آنان مورد عفو و رحمت الهی قرار خواهند گرفت.

## در ادبیات و هنر

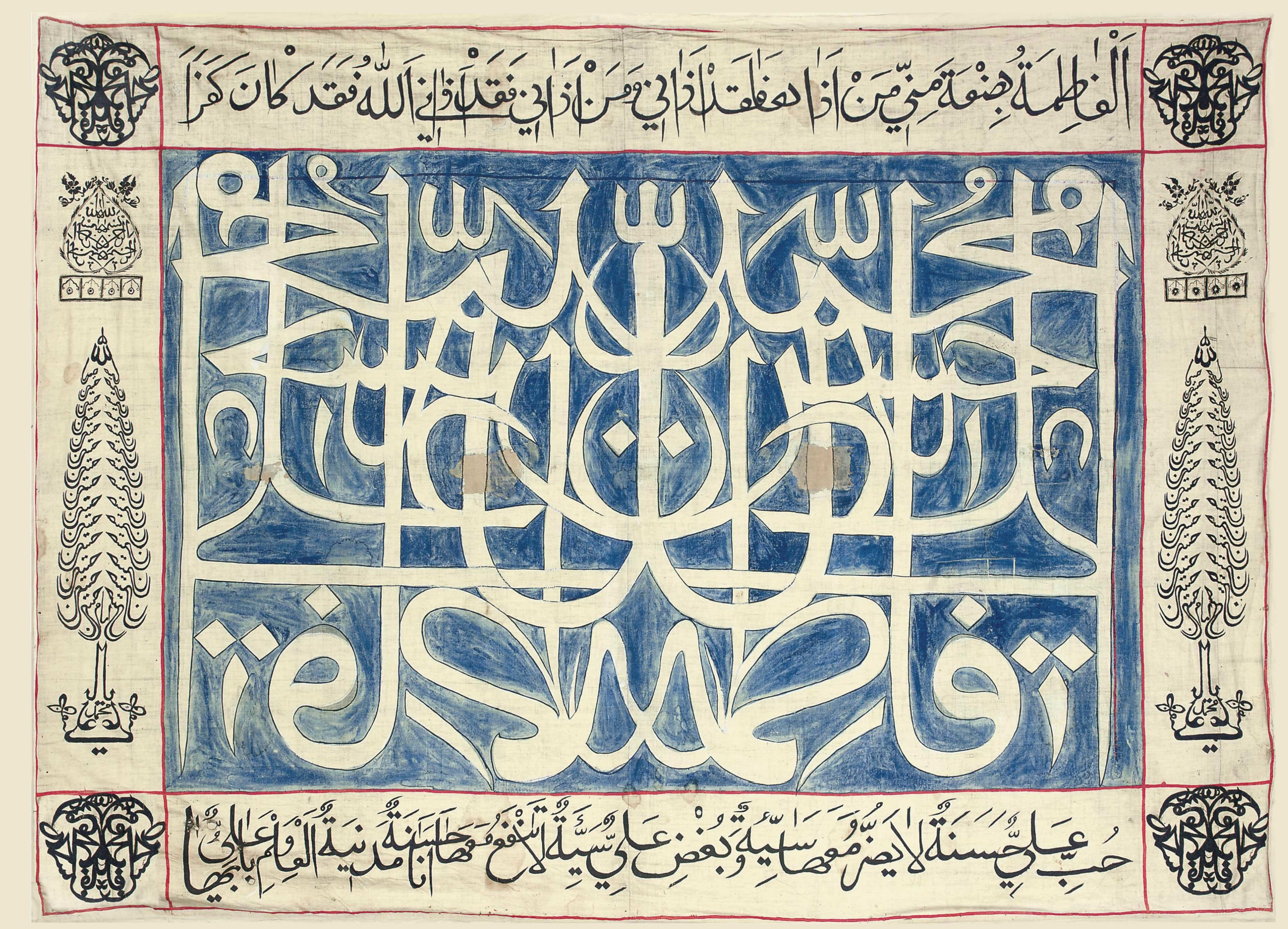
خط‌نقاشیِ نام آل کسا و دو حدیث از پیامبر اسلام روی پارچه، احتمالاً متعلّق به ایران یا آسیای مرکزی، سدهٔ سیزده ه‍. ش

در این خصوص، زهره اخوان مقدم در کتاب آیه تطهیر در آیینه ادبیات عرب، به انعکاس مفهوم این آیه در ادبیات عرب پرداخته است. این کتاب در دو فصل تدوین شده است؛ فصل نخست با موضوع اهمیت آیه تطهیر و توضیحات در خصوص مفردات و ویژگی‌های آیه تطهیر تألیف شده و در فصل دوم به بررسی آثار ادبی شاعران با موضوع آیه تطهیر پرداخته شده است. در این اثر از شعر شاعران شیعه، سنی و غیر مسلمان که تطهیریه سروده‌اند یاد شده است. از این میان می‌توان به افراد سنی مذهبی چون محمد بن ادریس شافعی، اخطب خوارزم، ابن صباغ مالکی، ابن طلحه شافعی و ابن ابی الحدید معتزلی اشاره کرد.
آیه تطهیر در ادبیات شاعران عرب‌زبان، جایگاه خاص خود را داشته و مورد توجه شاعران بوده است. در این اشعار، شاعران به مفاهمی چون اختصاص آیه تطهیر به ۵ تن آل عبا و عصمت اهل بیت پیامبر اسلام پرداخته‌اند. اهمیت این اشعار در آنجاست که برخی از شاعران آنها، نه تنها سنی مذهب بودند بلکه از میان غیر مسلمانان نیز بوده‌اند. به این نوع شعر که از مفاهیم آیه تطهیر در آن استفاده شده است، تطهیریه گفته می‌شود. از میان این اشعار می‌توان به شعر سید حمیری، شاعر شیعی قرن دوم ه‍. ق، که با عنوان قصیده عینیه شهره است اشاره کرد؛ سید در این شعر چنین می‌سراید:
| ان یوم التطهیر یوم عظیم |  | خص بالفضل فیه أهل الکساء |

ذکوان مولی بنی‌هاشم نیز در پاسخ به خواستگاری مروان از دختر عبدالله بن جعفر، چنین سروده است:
| أماط اللَّه منهم کل رجس |  | و طهرهم بذلک فی المثانی‌  |
| فما لهم سواهم من نظیر |  | و لا کفو هناک و لا مدانی‌ |

## تجزیه و ترکیب
| شماره آیه | متن آیه                                                     | تجزیه و ترکیب |
| ۳۳        | ﴿إِنَّمٰا یُرِیدُ اَللّٰهُ لِیُذْهِبَ عَنْکُمُ اَلرِّجْسَ أَهْلَ اَلْبَیْتِ وَ یُطَهِّرَکُمْ تَطْهِیراً﴾ | إِنَّمٰا حرف مکفوفه، یُرِیدُ فعل مضارع مرفوع به ضمه، اَللّٰهُ فاعل، لِـ لام ناصبه یُذْهِبَ فعل مضارع مبنی بر فتح، عَنْکُمُ جار و مجرور، اَلرِّجْسَ مفعول به و حرف ندا محذوف، أَهْلَ منادی، اَلْبَیْتِ مضاف الیه، وَ عطف، یُطَهِّرَکُمْ فعل مضارع مبنی بر فتح و مفعول به، فاعل هو محذوف، تَطْهِیراً مفعول مطلق |

## یادداشت
1. ↑  عکرمه، پسر ابوجهل و از مخالفان علی بن ابی‌طالب است. مقاتل نیز از مخالفان سرسخت علی بن ابی‌طالب بوده است. (رک: ابراهیمی، «ساختار ادبی آیه اطعام»، پژوهش‌های ادبی، ۱۴ و ۱۸.)
2. ↑  هنری لامنس (م ۱۹۳۷ میلادی) خاورشناسی بلژیکی و مسیحی بود که تعصبی شدید علیه اسلام را به وی نسبت داده‌اند. برخی بر آنند که وی در نقل از منابع بی‌دقتی و خطاهایی داشته و در برخی موارد دچار عدم فهم درست از منابع شده است. به گفته عبد الرحمن بدوی، خطاهای وی در گزارش تاریخ اسلام، بی‌اعتبار و مخالفت وی با اسلام در مقایسه با سایر شرق‌شناسان، بی‌نظیر است، (رک: بدوی، فرهنگ کامل شرق‌شناسان، ۳۵۶–۳۵۷.)
3. ↑  اراده تکوینی، اراده‌ای‌است که به فعل و ترک تعلق نخواهد گرفت و مربوط به خود اراده‌کننده است مانند اراده انسان به خوابیدن یا نخوابیدن. در مقابل، اراده‌ای که به خواسته دیگری وابسته باشد، اراده تشریعی گفته می‌شود. همانند دستور پدر به فرزندش. بر این بنیاد، اراده تشریعی، اراده‌ای است که خداوند برای تمام بشریت بخواهد و در مقابل، اراده تکوینی توسط خداوند به هر نحوی که خودش طلب کند، جعل می‌کند یا می‌آفریند. (رک: میلانی، عصمت از منظر فریقین، ۱۳۸. و خراسانی، «آیه تطهیر»، دایرة المعارف قرآن کریم.)
4. ↑  روزی که آیه تطهیر نازل شد، روز بزرگی بود، در این روز اهل کسا به فضیلت مخصوص شناخته شدند.
5. ↑  خداوند از ایشان همه پلیدی‌ها را زدود و پاک و مطهرشان گردانید، این مطلب در قرآن آمده است. غیر از ایشان برایشان هم‌کفوی نیست، و او هم کفوش نبوده و نیست.